# Goodhouse
Goodhouse is een landbouwdorpje gelegen in de gemeente Nama Khoi in de regio Namakwaland in de Zuid-Afrikaanse provincie Noord-Kaap. Het ligt op de zuidelijke oever van de Oranjerivier, 60 km ten zuidwesten van Warmbad in Namibië en 60 km oost-zuid-oost van Vioolsdrif. Het dorp beschikt over een landingsstrook die geschikt is voor kleine vliegtuigjes. Het gebied is vooral bekend om de ondraaglijk hoge temperaturen die hier optreden.

## Naamgeving
De naam van het plaatsje is een volksetymologische aanpassing van het Nama-woord Gudaos wat schaapdrift of schaapvoorde betekent. Omdat volgens de overlevering de Nama hier de Oranjerivier overstaken wanneer zij met hun vee van Klein - naar Groot Namakwaland trokken.

## Lokale economie
Landbouw is de voornaamste bron van inkomsten in het gebied. Besproeiing is noodzakelijk voor de landbouw. Een pompstation bij de Oranjerivier voorziet Goodhouse en de dorpen in de omgeving van water. In de nabij gelegen Kooriviervallei worden vooral dadels verbouwd.